# ビビディ・バビディ・ブティック
- ディズニーパーク > 東京ディズニーリゾート > 東京ディズニーランド
  - ワールドバザール > ビビディ・バビディ・ブティック
  - 東京ディズニーランドのショップの一覧 > ビビディ・バビディ・ブティック

ビビディ・バビディ・ブティック（Bibbidi Bobbidi Boutique）は、東京ディズニーランドホテルと東京ディズニーランドのワールドバザール内にあるショップである。

## 概要
3歳から小学6年生までの子供を対象に、ディズニープリンセスをテーマとしたメイク、ヘアセット、ドレスアップのサービスを行うショップ。

### 東京ディズニーランドホテル
| ビビディ・バビディ・ブティック | ビビディ・バビディ・ブティック |
| ------------------------------ | ------------------------------ |
| オープン日                     | 2008年7月8日                   |
| 商品ジャンル                   | ドレスアップ                   |

東京ディズニーランドホテルのオープンと同時の2008年7月8日にオープンした。ホテルの1階に位置している。隣接したショップであるマジックメモリーフォトで記念写真、ディズニー・マーカンタイルでドレスを購入することもできる。

### 東京ディズニーランド
| ビビディ・バビディ・ブティック | ビビディ・バビディ・ブティック |
| ------------------------------ | ------------------------------ |
| オープン日                     | 2017年4月21日                  |
| 商品ジャンル                   | ドレスアップ                   |

ワールドバザール内のディズニーギャラリーとディズニードローイングクラスの跡地に2017年4月21日にオープンした。東京ディズニーランドホテルとドレスのラインナップが一部異なるほか、シンデレラ城前などで写真を撮ることができるプランなどが加わった。